# Франсішку Кравейру Лопіш
Франсі́шку Ігі́ну Краве́йру Лопіш (порт. Francisco Higino Craveiro Lopes; 12 квітня 1894, Лісабон — 2 вересня 1964, Лісабон) — португальський військовий та політичний діяч, маршал Португалії, 12-й президент Португалії з 21 липня 1951 по 9 серпня 1958 року.
Випускник військового коледжу у Лісабоні. Служив в авіації, де здобув військове звання маршала. З 17 вересня 1936 по 12 липня 1938 був Генерал-губернатором Португальських Індій (Гоа). 21 червня 1951 року став формальним президентом Португалії при диктатурі Антоніу Салазара після смерті Антоніу Ошкара Кармони. Через розбіжності з Салазаром замінений на Амеріку Томаша 9 серпня 1958 року. Опозиція пропонувала Лопішу стати їх кандидатом, але він відмовився, і був удостоєний звання маршала Португалії. У 1961 році брав участь у невдалій спробі державного перевороту проти Салазара.